# Шамиль, Мухаммад Саид
Муха́ммад Саи́д Шами́ль или Саид-бей, Саид-бек (авар. МухІамад-СагІид Шамил, тур. Mehmed Said Şamil; 1901, Стамбул, Османская империя — 21 марта 1981, Стамбул, Турция) — северокавказский общественно-политический эмигрантский деятель, внук имама Шамиля. Участник антисоветского восстания в Дагестане 1920 года, которое было подавлено Красной армией, впоследствии чего Саид вернулся в Турцию. Там он планировал устроить ещё мятежи, однако не сумел получить достаточной поддержки.
Участник движения «Прометей», целью которого был развал Советского союза. Член Комитета независимости Кавказа. Писатель и публицист. Генеральный секретарь Народной партии горцев Кавказа. Саид Шамиль считался одним из главных врагов СССР в мусульманских странах. Сыграл важную роль в антикоммунистических решениях многих арабских государств.

## Биография

### Семья
| \| \| \| \| \| \| \| Шамиль (1797—1871) \| Шамиль (1797—1871) \| Шамиль (1797—1871) \| Шамиль (1797—1871) \| Шамиль (1797—1871) \| Шамиль (1797—1871) \| \| \| \| \| \| \| Заидат (1829—1871), дочь шейха Джамалуддина Казикумухского \| Заидат (1829—1871), дочь шейха Джамалуддина Казикумухского \| Заидат (1829—1871), дочь шейха Джамалуддина Казикумухского \| Заидат (1829—1871), дочь шейха Джамалуддина Казикумухского \| Заидат (1829—1871), дочь шейха Джамалуддина Казикумухского \| Заидат (1829—1871), дочь шейха Джамалуддина Казикумухского \| \| \| \| \| \| \| \| \| \| \| \| \| \| \| \| \| \| \| \| \| \| \| \| Шамиль (1797—1871) \| Шамиль (1797—1871) \| Шамиль (1797—1871) \| Шамиль (1797—1871) \| Шамиль (1797—1871) \| Шамиль (1797—1871) \| \| \| \| \| \| \| Заидат (1829—1871), дочь шейха Джамалуддина Казикумухского \| Заидат (1829—1871), дочь шейха Джамалуддина Казикумухского \| Заидат (1829—1871), дочь шейха Джамалуддина Казикумухского \| Заидат (1829—1871), дочь шейха Джамалуддина Казикумухского \| Заидат (1829—1871), дочь шейха Джамалуддина Казикумухского \| Заидат (1829—1871), дочь шейха Джамалуддина Казикумухского \| \| \| \| \| \| \| \| \| \| \| \| \| \| \| \| \| \| \| \| \| \| \| \| \| \| \| \| \| \| \| \| \| \| \| \| \| \| \| \| \| \| \| \| \| \| \| \| \| \| \| \| \| \| \| \| \| \| \| \| \| \| \| \| \| \| \| \| \| \| \| \| \| \| \| \| \| \| \| \| \| \| \| \| \| \| \| \| \| \| \| \| \| \| \| \| \| \| \| \| \| \| \| \| \| \| Наджават (1848—1874) \| Наджават (1848—1874) \| Наджават (1848—1874) \| Наджават (1848—1874) \| Наджават (1848—1874) \| Наджават (1848—1874) \| \| \| Мухаммад-Камиль (1863—1951) \| Мухаммад-Камиль (1863—1951) \| Мухаммад-Камиль (1863—1951) \| Мухаммад-Камиль (1863—1951) \| Мухаммад-Камиль (1863—1951) \| Мухаммад-Камиль (1863—1951) \| \| \| \| \| \| \| Наджиба \| Наджиба \| Наджиба \| Наджиба \| Наджиба \| Наджиба \| \| \| Баху-Меседу (1855—1875) \| Баху-Меседу (1855—1875) \| Баху-Меседу (1855—1875) \| Баху-Меседу (1855—1875) \| Баху-Меседу (1855—1875) \| Баху-Меседу (1855—1875) \| \| \| \| \| \| \| \| Наджават (1848—1874) \| Наджават (1848—1874) \| Наджават (1848—1874) \| Наджават (1848—1874) \| Наджават (1848—1874) \| Наджават (1848—1874) \| \| \| Мухаммад-Камиль (1863—1951) \| Мухаммад-Камиль (1863—1951) \| Мухаммад-Камиль (1863—1951) \| Мухаммад-Камиль (1863—1951) \| Мухаммад-Камиль (1863—1951) \| Мухаммад-Камиль (1863—1951) \| \| \| \| \| \| \| Наджиба \| Наджиба \| Наджиба \| Наджиба \| Наджиба \| Наджиба \| \| \| Баху-Меседу (1855—1875) \| Баху-Меседу (1855—1875) \| Баху-Меседу (1855—1875) \| Баху-Меседу (1855—1875) \| Баху-Меседу (1855—1875) \| Баху-Меседу (1855—1875) \| \| \| \| \| \| \| \| \| \| \| \| \| \| \| \| \| \| \| \| \| \| \| \| \| \| \| \| \| \| \| \| \| \| \| \| \| \| \| \| \| \| \| \| \| \| \| \| \| \| \| \| \| \| \| \| \| \| \| \| \| \| \| \| \| \| \| \| \| \| \| \| \| \| \| \| \| \| \| \| \| \| \| \| \| \| \| \| \| \| Наджия (1899—1983) \| Наджия (1899—1983) \| Наджия (1899—1983) \| Наджия (1899—1983) \| Наджия (1899—1983) \| Наджия (1899—1983) \| \| \| Мухаммад-Саид \| Мухаммад-Саид \| Мухаммад-Саид \| Мухаммад-Саид \| Мухаммад-Саид \| Мухаммад-Саид \| \| \| Наджабат (1916—1983) \| Наджабат (1916—1983) \| Наджабат (1916—1983) \| Наджабат (1916—1983) \| Наджабат (1916—1983) \| Наджабат (1916—1983) \| \| \| \| \| \| \| \| \| \| \| \| \| |  |  |  |  |  |                      |                      |                      |                      |                      |                      |  |  |                             |                             |                             |                             |                                                            |                                                            |                                                            |                                                            |                                                            |                                                            |                      |                      |                      |                      |         |         |         |         |  |  |                         |                         |                         |                         |                         |                         |
| |  |  |  |  |  | Шамиль (1797—1871)   | Шамиль (1797—1871)   | Шамиль (1797—1871)   | Шамиль (1797—1871)   | Шамиль (1797—1871)   | Шамиль (1797—1871)   |  |  |                             |                             |                             |                             | Заидат (1829—1871), дочь шейха Джамалуддина Казикумухского | Заидат (1829—1871), дочь шейха Джамалуддина Казикумухского | Заидат (1829—1871), дочь шейха Джамалуддина Казикумухского | Заидат (1829—1871), дочь шейха Джамалуддина Казикумухского | Заидат (1829—1871), дочь шейха Джамалуддина Казикумухского | Заидат (1829—1871), дочь шейха Джамалуддина Казикумухского |                      |                      |                      |                      |         |         |         |         |  |  |                         |                         |                         |                         |                         |                         |
| |  |  |  |  |  | Шамиль (1797—1871)   | Шамиль (1797—1871)   | Шамиль (1797—1871)   | Шамиль (1797—1871)   | Шамиль (1797—1871)   | Шамиль (1797—1871)   |  |  |                             |                             |                             |                             | Заидат (1829—1871), дочь шейха Джамалуддина Казикумухского | Заидат (1829—1871), дочь шейха Джамалуддина Казикумухского | Заидат (1829—1871), дочь шейха Джамалуддина Казикумухского | Заидат (1829—1871), дочь шейха Джамалуддина Казикумухского | Заидат (1829—1871), дочь шейха Джамалуддина Казикумухского | Заидат (1829—1871), дочь шейха Джамалуддина Казикумухского |                      |                      |                      |                      |         |         |         |         |  |  |                         |                         |                         |                         |                         |                         |
| |  |  |  |  |  |                      |                      |                      |                      |                      |                      |  |  |                             |                             |                             |                             |                                                            |                                                            |                                                            |                                                            |                                                            |                                                            |                      |                      |                      |                      |         |         |         |         |  |  |                         |                         |                         |                         |                         |                         |
| |  |  |  |  |  |                      |                      |                      |                      |                      |                      |  |  |                             |                             |                             |                             |                                                            |                                                            |                                                            |                                                            |                                                            |                                                            |                      |                      |                      |                      |         |         |         |         |  |  |                         |                         |                         |                         |                         |                         |
| |  |  |  |  |  | Наджават (1848—1874) | Наджават (1848—1874) | Наджават (1848—1874) | Наджават (1848—1874) | Наджават (1848—1874) | Наджават (1848—1874) |  |  | Мухаммад-Камиль (1863—1951) | Мухаммад-Камиль (1863—1951) | Мухаммад-Камиль (1863—1951) | Мухаммад-Камиль (1863—1951) | Мухаммад-Камиль (1863—1951)                                | Мухаммад-Камиль (1863—1951)                                |                                                            |                                                            |                                                            |                                                            |                      |                      | Наджиба              | Наджиба              | Наджиба | Наджиба | Наджиба | Наджиба |  |  | Баху-Меседу (1855—1875) | Баху-Меседу (1855—1875) | Баху-Меседу (1855—1875) | Баху-Меседу (1855—1875) | Баху-Меседу (1855—1875) | Баху-Меседу (1855—1875) |
| |  |  |  |  |  | Наджават (1848—1874) | Наджават (1848—1874) | Наджават (1848—1874) | Наджават (1848—1874) | Наджават (1848—1874) | Наджават (1848—1874) |  |  | Мухаммад-Камиль (1863—1951) | Мухаммад-Камиль (1863—1951) | Мухаммад-Камиль (1863—1951) | Мухаммад-Камиль (1863—1951) | Мухаммад-Камиль (1863—1951)                                | Мухаммад-Камиль (1863—1951)                                |                                                            |                                                            |                                                            |                                                            |                      |                      | Наджиба              | Наджиба              | Наджиба | Наджиба | Наджиба | Наджиба |  |  | Баху-Меседу (1855—1875) | Баху-Меседу (1855—1875) | Баху-Меседу (1855—1875) | Баху-Меседу (1855—1875) | Баху-Меседу (1855—1875) | Баху-Меседу (1855—1875) |
| |  |  |  |  |  |                      |                      |                      |                      |                      |                      |  |  |                             |                             |                             |                             |                                                            |                                                            |                                                            |                                                            |                                                            |                                                            |                      |                      |                      |                      |         |         |         |         |  |  |                         |                         |                         |                         |                         |                         |
| |  |  |  |  |  |                      |                      |                      |                      |                      |                      |  |  |                             |                             |                             |                             |                                                            |                                                            |                                                            |                                                            |                                                            |                                                            |                      |                      |                      |                      |         |         |         |         |  |  |                         |                         |                         |                         |                         |                         |
| |  |  |  |  |  | Наджия (1899—1983)   | Наджия (1899—1983)   | Наджия (1899—1983)   | Наджия (1899—1983)   | Наджия (1899—1983)   | Наджия (1899—1983)   |  |  | Мухаммад-Саид               | Мухаммад-Саид               | Мухаммад-Саид               | Мухаммад-Саид               | Мухаммад-Саид                                              | Мухаммад-Саид                                              |                                                            |                                                            | Наджабат (1916—1983)                                       | Наджабат (1916—1983)                                       | Наджабат (1916—1983) | Наджабат (1916—1983) | Наджабат (1916—1983) | Наджабат (1916—1983) |         |         |         |         |  |  |                         |                         |                         |                         |                         |                         |

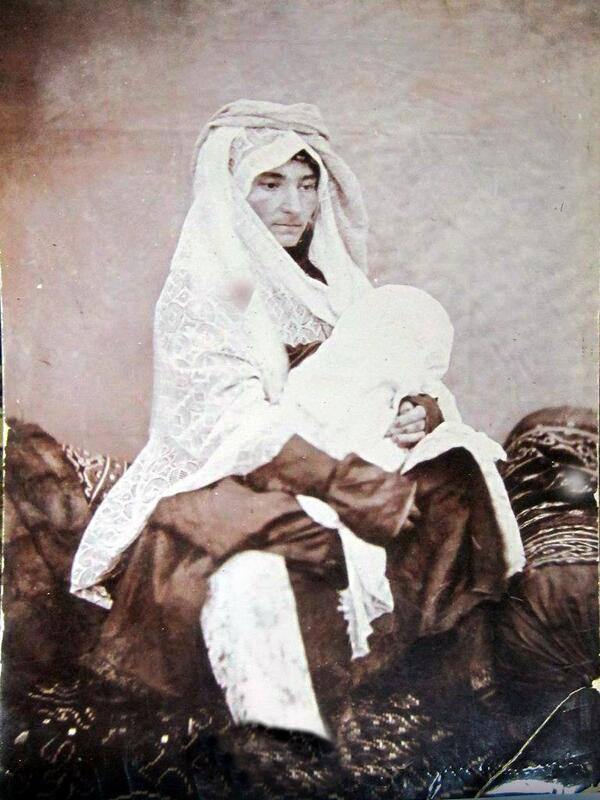
Бабушка Саида Заидат с его отцом в руках. Калуга, 1860-е годы

Отца Саида звали Мухаммад-Камиль, он родился в Калуге в 1863 году, был генералом османской армии и умер в 1951 году, никогда не вернувшись в родной Дагестан. Мухаммад-Камиль был младшим сыном имама Шамиля, лидера национал-освободительного движения на Северном Кавказе в XIX веке. Мать Саида звали Наджиба-ханум, о её происхождении известно лишь то, что она дочь учителя из Медины по имени Мухаммед Саид Эфенди.
У Саида было две сестры: Наджия (1899—1983) и Наджабат (1916—1983).

### Становление

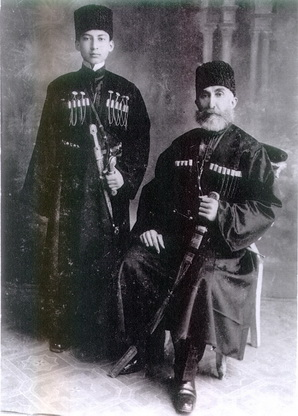
Юный Саид с отцом Мухаммад-Камилем, 1917 год

Родился в столице Османской империи — Стамбуле. Проведя детство в арабских землях, Саид Шамиль приехал в Стамбул для получения образования. Учился, по собственному заявлению, в элитном Галатасарайском лицее. В Стамбуле Саид познакомился с известными северокавказскими эмигрантами.
Помимо своего родного аварского языка, Саид также знал турецкий, арабский, французский, английский и русский языки.
Саид Шамиль участвовал в Первой мировой войне в составе армии Османской империи. В 1916 году присутствовал на «съезде 26 угнетаемых Россией народов», организованном Союзом народов в Лозанне.

### Восстание

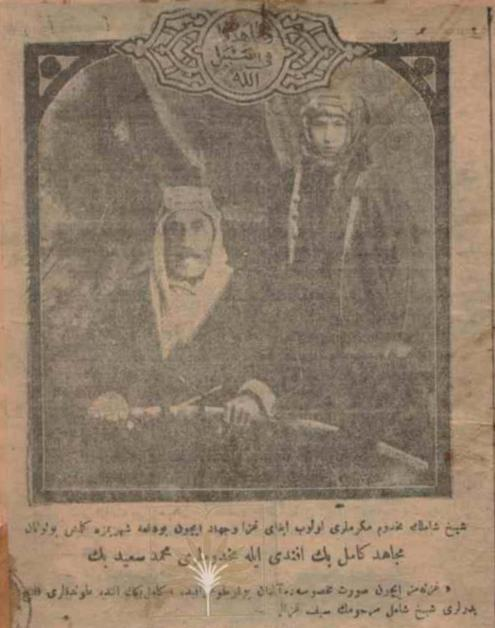
Мухаммад-Саид с отцом Мухаммад-Камилем

11 мая 1920 году в Чечне, в селе Капши близ Ведено был организован горский съезд, где предложили избрать главой антисоветского национально-освободительного движения отца Саида, Мухаммада Камиля. Он был болен, из-за чего отправил своим представителем 19-ти летнего Саида.
29 октября он прибыл в Дагестан. Приезд внука Шамиля впечатлил горских повстанцев. Саид также привёз много денег и мануфактуры. Как описывают современники, на предложение стать предводителем движения Саид от своей скромности отвечал, что ещё слишком молод для подобного. В районе Гидатли его встретил Гоцинский, который объявил его руководителем горцев. К Саиду приставили охрану в 25 человек, состоящую из выходцев из аула Гимры, откуда и сам Саид происходил. Предполагается, что Саид Шамиль должен был взять на себя координационную функцию между Антантой, кавказской иммиграцией на османских землях и повстанцами на Кавказе. Деятельность молодого Саида Шамиля в самом восстании ограничивалась моральной и мотивационной поддержкой, исходившей от имени его деда, несмотря на формальное объявление его лидером.
Восстание проходило с переменным успехом, отряд Саида насчитывал до полтысячи человек. Однако в силу несогласованности повстанческого движения, отсутствия дисциплины и огромных сил красноармейцев восстание подавили. Раненый Саид недолго скрывался в горах, в конце марта 1921 года он покинул Дагестан, с трудом вернулся в Турцию и лёг в военный госпиталь на 2 месяца.

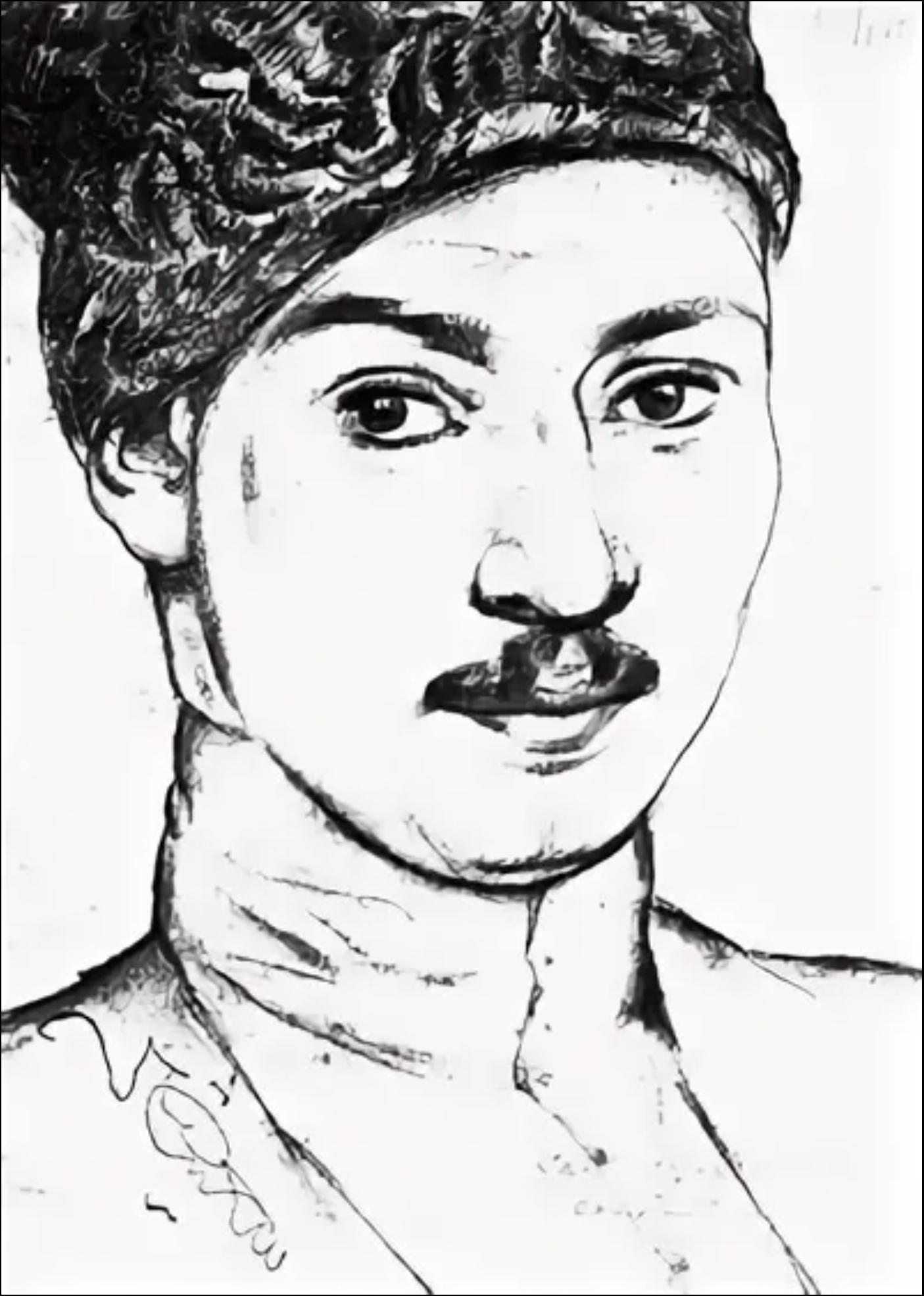
Портрет Мухаммада-Саида за авторством Халил-бека Мусаясула. 1920 год

Большевистские лидеры Наджмудин Самурский и Серго Орджоникидзе встретились с турецким генералом Кязымом Карабекиром на границе Гюмри в середине мая 1921 года и просили выдать им Саида Шамиля. Кязым Карабекир, напротив, заявил, что Саид Шамиль разыскивается в Турции как агент Антанты, и заверил своих собеседников-большевиков, что он будет наказан, как только будет пойман. Неясно, были ли предприняты какие-либо судебные преследования против Саида в Турции. Скорее всего, его дело прикрыл его двоюродный брат Мехмет Шамиль Бей.

### Деятельность в эмиграции

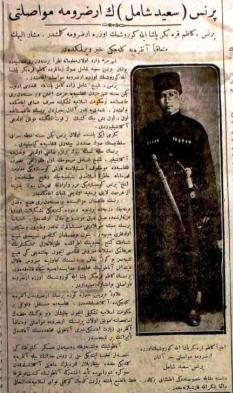
Прибытие Саида Шамиля в Эрзурум. Газета «İleri Gazetesi»

Сразу после возвращения в Анкару он отправился в Самсун, где проживали большие группы северокавказских иммигрантов, и попытался собрать добровольцев для организации восстания на Кавказе. Советская разведка докладывала, что Саид посетил Кязыма Карабекира в Карсе и пробыл там 6 дней в августе 1921 года. Он представил планы организации восстания, но его предложение было признанно несвоевременным и не было принято Карабекиром.
Карабекир отправил Саида Шамиля в Эрзурум, опасаясь ухудшения отношений с Советами. После двухмесячного бездействия в Эрзуруме Саид Шамиль обратился к Карабекиру в письме, угрожая, что, если он не получит одобрения своих планов, он поедет в Стамбул и будет искать поддержки у представителей Антанты. Карабекир расценил это не как угрозу, а как прекрасную возможность. Для ознакомления с французской политикой он предложил ему посетить Кундух Бекир Сами-бея в Париже и повзаимодействовать как с кавказскими политэмигрантами, так и с французским правительством. Таким образом, Саид Шамиль сделал свои первые шаги, чтобы стать видным представителем политической эмиграции Северного Кавказа.
Французы финансово поддерживали Саида Шамиля до октября 1922 года. Однако Саид Шамиль не мог осуществить никаких конкретных действий, кроме написания посланий со званием «Вождь обороны и национального собрания Северного Кавказа», которые он приписывал самому себе. Через некоторое время французы перестали поддерживать.
Вскоре Саид нашёл себе других партнёров в виде поляков. К концу 1924 года по инициативе посла Польши Романа Кнолля в Стамбуле было решено создать «Союз освобождения Кавказа» (англ. The Union for Liberation of The Caucasus), где Саид занимал ключевую роль.
Также был участником движения «Прометей».
Во время суда над Нажмудином Гоцинским, руководителем антисоветского восстания, одним из обвинений НКВД против него было письмо, якобы полученное от Саида Шамиля. Его обвиняли в том, что он прочитал это письмо представителям горских аулов Чечни 15 апреля 1924 года и призывал народ к восстанию, обещая, что от Саида поступит много оружия. Однако никаких свидетельств наличия такого письма в советских архивах не обнаружено. Вероятно, что это обвинение было вымыслом НКВД.
18 ноября 1925 года Мухаммад Саид основал «Народную партию горцев Кавказа» (англ. The Peoples’ Party of the Highlanders of the Caucasus) в Праге, став её генеральным секретарём. К этой ассоциации также присоединились члены ранее организованной Ахмедом Цаликовым группы Союза горцев Кавказа. Однако деятельность Саида в партии привела только к разладу среди горской эмиграции из-за его усилий по закреплению власти в своих руках.

15 июля 1926 года в Стамбуле был создан «Комитет независимости Кавказа», где Саид Шамиль также был одним из главных членов. Впоследствии Шамиль был одним представителей Северного Кавказа и в Совете конфедерации Кавказа. 
В августе 1928 года Саид отправил письмо в Дагестан, где спросил о деятельности Советской власти, довольны ли властью дагестанцы, выступит ли народ против власти, если Саид придёт с войском.
Саид писал статьи и публиковался в разных изданиях и журналах.
Имел турецкое и саудовское гражданства, саудовское правительство выдало ему дипломатический паспорт. В Саудии участвовал в работе Всемирной исламской организации «Рабита» (араб. رابطة‎ в пер. «Связь»), одной из целью которой была поддержка притесняемых мусульманских народов.
Саид Шамиль присутствовал на Исламской конференции в Иерусалиме 7 декабря 1931 года по приглашению муфтия Иерусалима Амина Аль-Хусейни и был избран членом президентского совета конференции как самый молодой член. Саид Шамиль сыграл решающую роль в антикоммунистических решениях многих арабских государств своими речами и статьями.

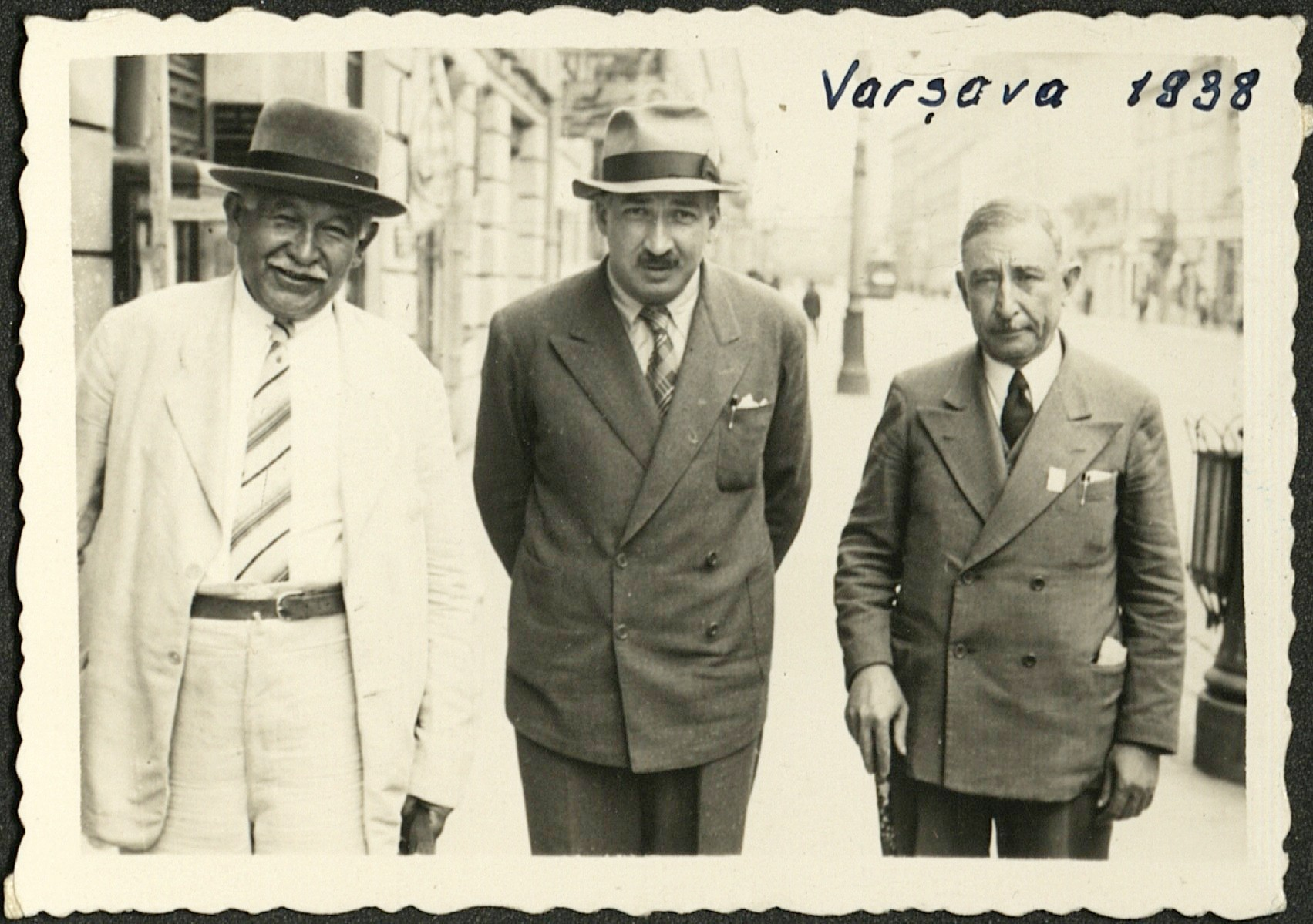
Татарский эмигрант Гаяз Исхаки, Саид Шамиль и узбекский эмигрант Усман Ходжа в Варшаве. 1938 год.

#### Вторая мировая
Перед Второй мировой войной Саид со своими кавказскими единомышленниками базировался в столице Польши Варшаве, где состоял в руководстве Кавказского национального комитета. Саид Шамиль был в Варшаве, когда немцы начали вторжение в Польшу. Вскоре ему удалось покинуть страну и отправиться в Бейрут.
После начала войны Германии против СССР кавказская эмиграция начала надеяться, что немцы победят большевиков и освободят Кавказ.
В 1942 году Германия решает прорваться на Кавказ. Агитация, пропаганда среди дагестанских народов, создание кавказских легионов, а также диверсии в Дагестане не помогли немцам в осуществлении задуманного, и они захотели привлечь на свою сторону Саида для продвижения своих целей. В апреле немецкое МИД пригласило около 40 различных эмигрантских лидеров, встреча состоялась в берлинском отеле «Адлон». Идеи Саида о независимости Дагестана не сходились с планами немцев, которые планировали присоединить Дагестан к третьему рейху. Переговоры продолжались 6 месяцев. После этого Саид покинул Германию, как и его единомышленники.

#### После войны
Саид участвовал во множестве исламских конференциях, на которых он всегда поднимал вопрос необходимости поддержки исламскими странами и организации освобождения исламских народов Советского союза. Советская пропаганда прозвала Саида и Баймирзу Хайта «зоологическими антикоммунистами и врагами СССР № 1 в стане исламской реакции». Следующие 20—25 лет Саид Шамиль большую часть времени проводил в странах Ближнего Востока.
После войны Саид Шамиль вернулся в политику с образованием Американского комитета освобождения от большевизма, основанного в США в 1950 году. Саид был фаворитом Роберта Дреера, директора комитета.
В своей стамбульской квартире Саид разместил крупную библиотеку, её после его смерти передали турецкому «Фонду имени Шамиля». В 1951 году в Стамбуле Саидом со своими соратниками, в числе которых был и Пшемахо Коцев, было образовано «Общество Культуры и Взаимопомощи Северокавказцев».

В декабре 1953 года в качестве почётного гостя участвовал в конференции Лиги арабских государств в Иерусалиме. В своей речи Саид рассказал о положении мусульман СССР, в том числе о депортированных.
В 1978 году стал одним из основателей северо-кавказского культурного центра «Фонд образования и культуры имени Шамиля».
В 1981 году во время паломничества в Мекку Саид потерял равновесие и, упав, разбил голову. Получил сотрясение мозга. В больнице он захотел вернуться в Турцию, где ему стало хуже. Вскоре 21 марта в больнице района Хайдарпаша Саид умер. Похоронен на кладбище Караджаахмед вблизи отца, матери, родственников и шейха Джамалуддина Кази-Кумухского. На кладбище на плите высечена надпись «Кладбище семьи кавказского муджахида Шамиля».

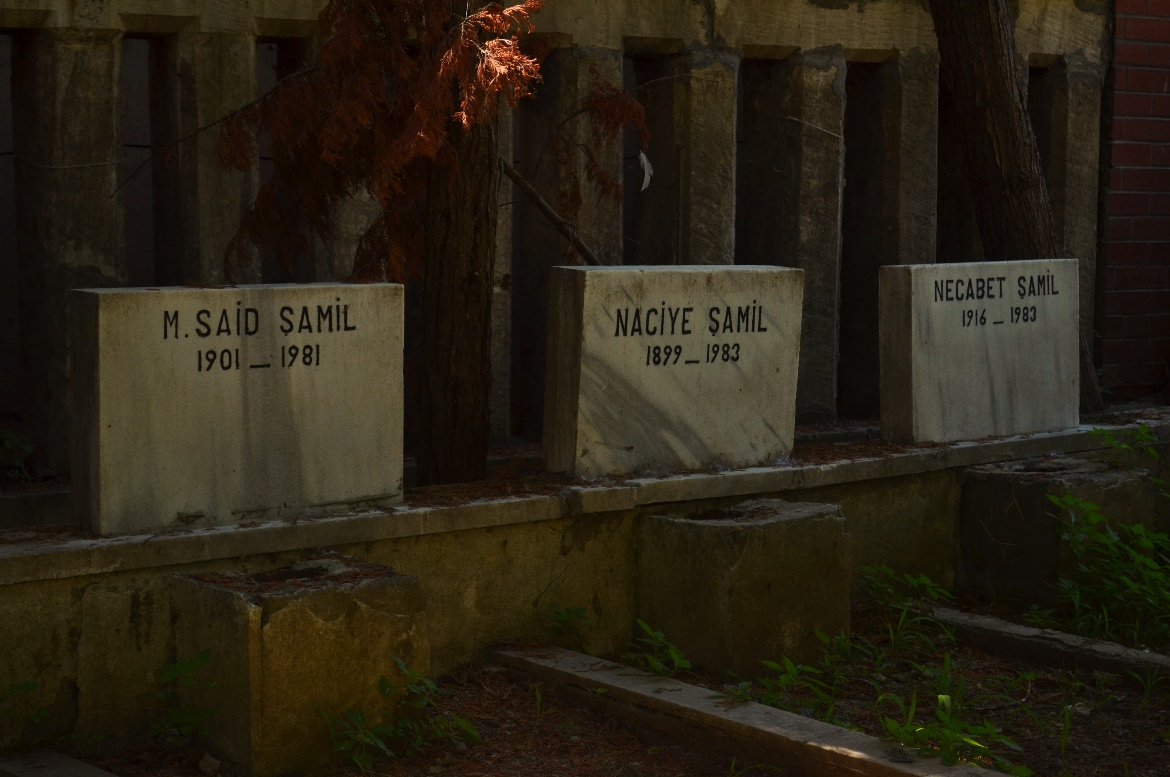
Могилы Мухаммада Саида и его сестёр в Стамбуле

### Личная жизнь
Саид Шамиль состоял в браке с родственницей Хаддуч, дочерью Мухаммада Фазиля-паши Дагестанлы. Однако этот брак был скорее формальным.
Наследников у Саида не осталось, как и у его сестёр, которые скончались через два года после его гибели.

### Память
В 2003 году к 100-летию со дня рождения Саида дагестанскими исследователями Хаджи-Мурадом Доного и Ахмедом Муртазалиевым был издан сборник материалов, собравший в себе биографию Саида, различные статьи, воспоминания о нём и прочее.